# Ariège (rivier)
De Ariège (Catalaans: riu Arieja) is een rivier in het zuiden van Frankrijk. Zij ontspringt in de Pyreneeën op een hoogte van 2400 meter bij El Pas de la Casa, op de grens met Andorra. Zij mondt uit in de Garonne ten zuiden van Toulouse.
De rivier stroomt door twee departementen in de regio Occitanie: de Ariège en de Haute-Garonne.
Plaatsen langs de Ariège zijn, onder andere: Ax-les-Thermes, Tarascon-sur-Ariège, Foix, Saint-Jean-de-Verges, Varilhes, Pamiers, Saverdun, Cintegabelle, Auterive, Venerque.
De belangrijkste zijrivieren zijn de Oriège, de Aston, de Vicdessos, de Lèze en Hers.
- Bibliothèque nationale de France: cb11970006c (data)
- Système universitaire de documentation: 027717127
- Virtual International Authority File: 79148570701424312390